# Thanatephorus theobromae
Thanatephorus theobromae är en svampart som först beskrevs av P.H.B. Talbot & Keane, och fick sitt nu gällande namn av P. Roberts 1999. Thanatephorus theobromae ingår i släktet Thanatephorus och familjen Ceratobasidiaceae.   Inga underarter finns listade i Catalogue of Life.